# Diócesis de Aversa
La diócesis de Aversa (en latín: Dioecesis Aversana y en italiano: Diocesi di Aversa) es una circunscripción eclesiástica de la Iglesia católica en Italia. Se trata de una diócesis latina, sufragánea de la arquidiócesis de Nápoles. Desde el 15 de enero de 2011 su obispo es Angelo Spinillo.

## Territorio y organización

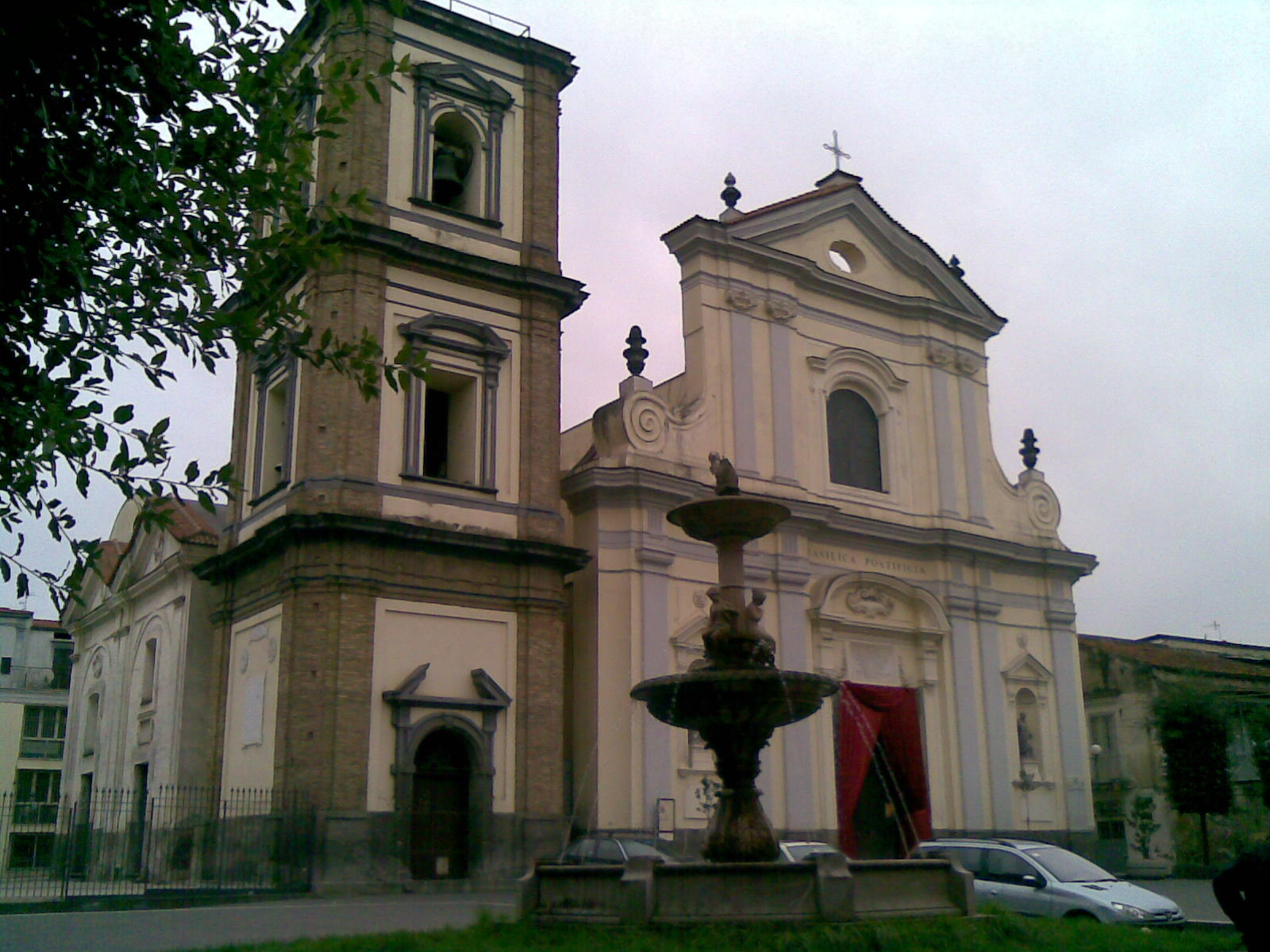
Basílica pontificia de San Tammaro Obispo, en Grumo Nevano

La diócesis tiene 361 km² y extiende su jurisdicción sobre los fieles católicos de rito latino residentes en parte de la región de Campania, comprendiendo:
- en la provincia de Caserta las comunas de: Aversa, Carinaro, Casal di Principe, Casaluce, Casapesenna, Cesa, Gricignano di Aversa, Frignano, Lusciano, Orta di Atella, Parete, San Cipriano d'Aversa, San Marcellino, Sant'Arpino, Succivo, Teverola, Trentola-Ducenta, Villa di Briano y Villa Literno;
- en la ciudad metropolitana de Nápoles las comunas de: Caivano, Cardito, Casandrino, Crispano, Frattamaggiore, Frattaminore, Giugliano in Campania, Grumo Nevano, Qualiano y Sant'Antimo.

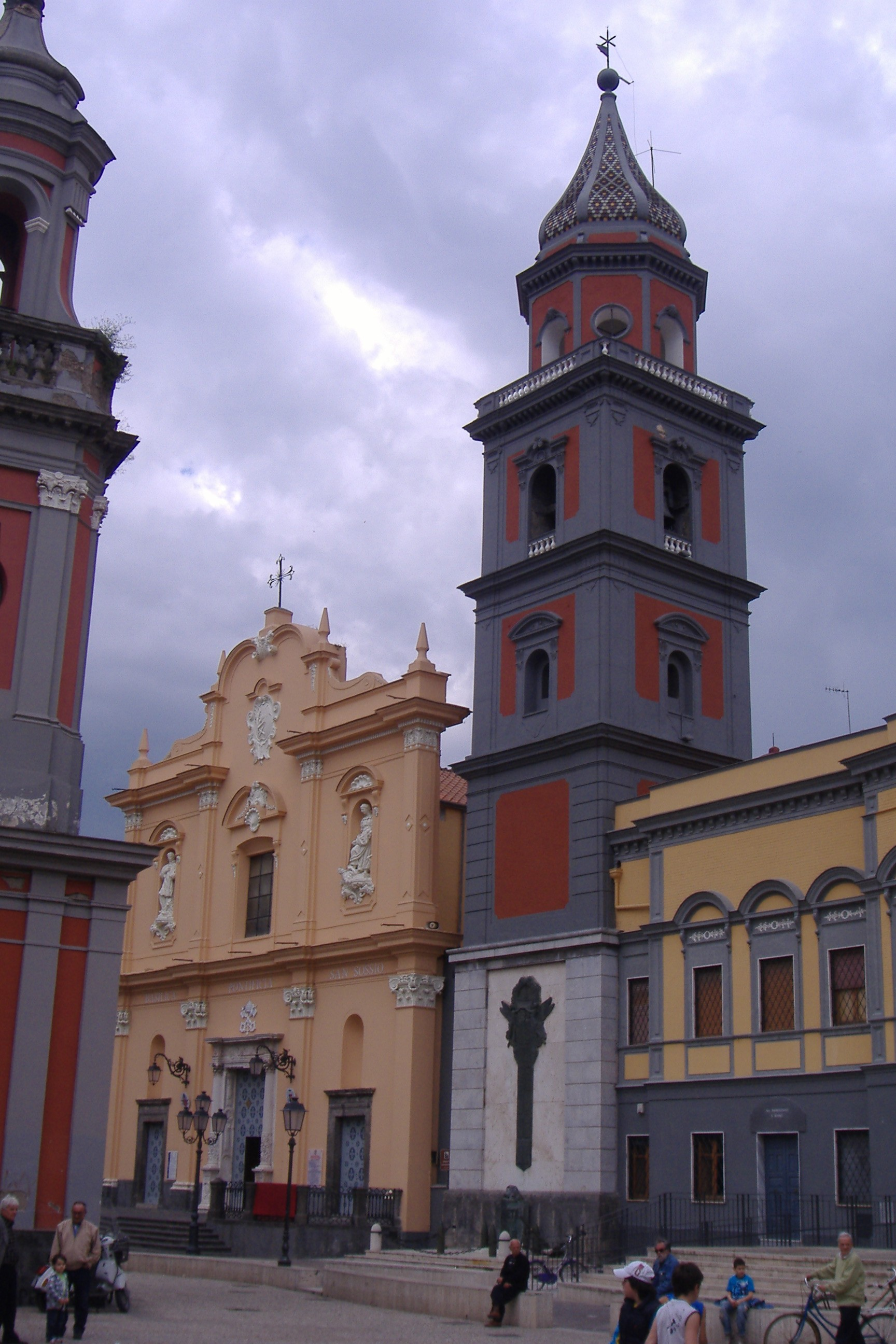
Basílica de San Sossio Levita y Mártir, en Frattamaggiore

Confina con la diócesis de Pozzuoli a sudoeste, con la arquidiócesis de Nápoles al sur, con la diócesis de Acerra a este, con la arquidiócesis de Capua al noroeste y la diócesis de Caserta a noreste.

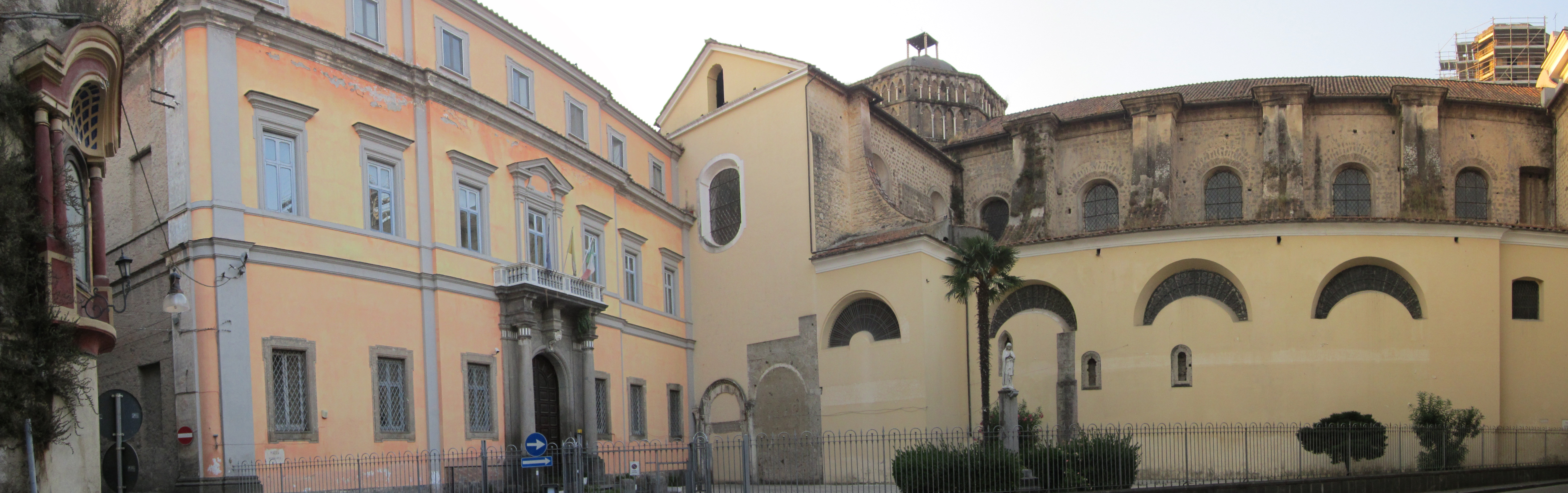
Seminario episcopal de Aversa

La sede de la diócesis se encuentra en la ciudad de Aversa, en donde se halla la Catedral de San Pablo Apóstol. En Grumo Nevano se halla la basílica pontificia de San Tammaro Obispo, en Frattamaggiore la basílica de San Sossio Levita y Mártir, que fue declarada basílica pontificia por el papa Benedicto XVI en 2006.

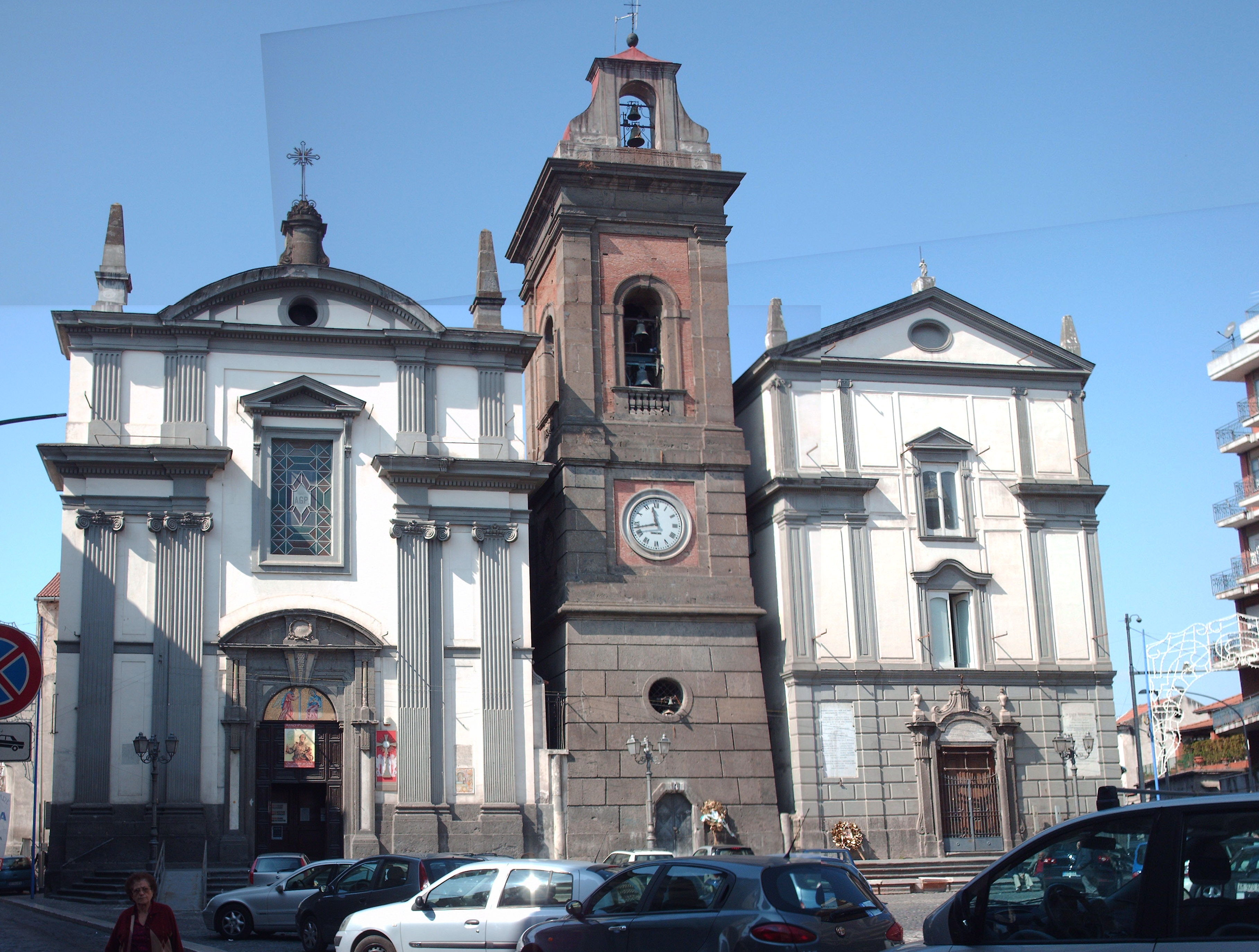
Iglesia de la Anunciación, en Giugliano

En 2022 en la diócesis existían 95 parroquias agrupadas en 8 foranías: Atellana, Aversa, Caivano, Casal di Principe, Frattamaggiore, Giugliano, Sant'Antimo y Trentola-Casaluce.

## Historia
La diócesis fue erigida en 1053 por el papa León IX a petición de los gobernantes normandos. El territorio se obtuvo del de las antiguas sedes de Atella y Liternum, a las que posteriormente se incorporaron porciones de los territorios de las diócesis suprimidas de Cumas y Miseno. El primer obispo, Azzolino, fue consagrado por el papa León IX, quien de este modo reconoció efectivamente el nuevo condado de Aversa y la autoridad de los normandos. Después de Azzolino, están documentados históricamente como obispos de Aversa del siglo XI Goffredo (1071-1080), Guitmondo (1088-1094) y Giovanni I (1094-1101).
Aversa era de hecho la heredera de la antigua diócesis de Atella: de hecho, los primeros obispos de Aversa llevaban indiferentemente los títulos de obispos de Aversa o de la nueva Atella. Las demás localidades fueron unidas sin que existiera un acto inmediato y precisamente datable; es singular que, en los siglos XIII y XIV los diezmos se recaudaban según la antigua filiación territorial de las iglesias (por ejemplo: in atellano diocesis aversane, o: in cumano diocesis aversane).
En 1120 la diócesis obtuvo del papa Calixto II la exención de la jurisdicción metropolitana, disputada entre las sedes de Nápoles y Capua, y quedó inmediatamente sujeta a la Santa Sede. Sin embargo, esta exención fue impugnada varias veces y tuvo que ser reiterada en varias ocasiones por los papas, más recientemente el papa Bonifacio VIII en 1298, quien en su bula retomó literalmente la de Calixto II.
Muchos obispos de Aversa fueron también cardenales; entre los primeros Simone Paltanieri (1254-1256) y Leonardo Patras (1297-1299).
En el período postridentino se distinguieron algunos obispos que implementaron las disposiciones del Concilio de Trento. Giovanni Paolo Vassallo (1474-1500) ya había renovado la vida litúrgica de la diócesis haciendo imprimir un Breviario diocesano. Balduino de Balduinis (1554-1582) fundó en 1566 el seminario diocesano, que luego fue trasladado a un nuevo edificio por el cardenal Innico Caracciolo (1697-1730). Pietro Orsini (1591-1598) celebró el primer sínodo diocesano, realizó la primera visita pastoral a la diócesis y promulgó las Constituciones Capitulares. Bernardino Morra (1598-1605) «reorganizó la liturgia y la administración, estableció las Fraternitas, la primera escuela catequética, las parroquias territoriales, el vicariato curado en la iglesia matriz, los primeros sacerdotes de misión, las prebendas teológicas y penitenciales».
El siglo XVII está marcado por la dinastía Carafa, que dio cuatro obispos consecutivamente a la diócesis, de 1616 a 1697, dos de los cuales, Carlo I y Carlo II, fueron también nuncios apostólicos. Su principal compromiso fue el enriquecimiento arquitectónico y litúrgico de la catedral de Aversa; llamaron a los jesuitas a la dirección del seminario, donde introdujeron la gramática y la filosofía; también promovieron el culto eucarístico, la liturgia y la música sacra.
El siglo XVIII se abre con el largo episcopado de Innico Caracciolo (1697-1730), que se destacó por la reforma del seminario y de los estudios eclesiásticos, con la introducción de una nueva «ratio studiorum del seminario, en la que estableció cátedras estables de gramática y retórica, latín, griego, hebreo, filosofía, historia, teología, derecho eclesiástico y civil, liturgia, canto gregoriano». El mismo obispo fue responsable de la reconstrucción de la catedral, de numerosas visitas pastorales a la diócesis y de la convocatoria de un nuevo sínodo diocesano, que no se había celebrado desde 1619.
En el siglo XIX los obispos tuvieron que afrontar los problemas y los enfrentamientos políticos e ideológicos que animaron las décadas que precedieron a la unidad italiana. El obispo Agostino Tommasi (1818-1821) fue víctima de estas luchas. Domenico Zelo (1855-1885) fue acusado de proborbonismo, pero destacó por su preparación teológica, lo que le valió un lugar de honor en el Concilio Vaticano I, donde defendió brillantemente la infalibilidad y el primado papal. A finales de siglo cabe destacar la obra social del obispo Carlo Caputo (1886-1897), con la fundación de comités de la Opera dei congressi.
En 1922, después de más de dos siglos, Settimio Caracciolo celebró un nuevo sínodo diocesano, mientras que en 1935 Carmine Cesarano convocó el primer congreso eucarístico diocesano.
Una controversia surgida tras la guerra entre los obispos de Aversa y Pozzuoli sobre los límites de sus diócesis fue resuelta por la Santa Sede en 1957, con la decisión de hacer coincidir los límites de las dos sedes con los de las comunas de Pozzuoli y Giugliano.
En 1979 la diócesis perdió su centenaria independencia eclesiástica y pasó a formar parte de la provincia eclesiástica de la arquidiócesis de Nápoles. En el mismo año se fundó el Instituto de Ciencias Religiosas de Aversa como escuela de teología para laicos, elevado a Instituto de Ciencias Religiosas en 1986.
El 19 de marzo de 1994 el sacerdote diocesano Giuseppe Diana fue asesinado por la Camorra, en la sacristía de su iglesia de Casal di Principe, por su compromiso antimafia.
Al menos cuatro papas visitaron Aversa: Alejandro IV en 1255, Urbano VI en 1382, Benedicto XIII en 1727 y Juan Pablo II en 1990.
El 24 de mayo de 2014, Mario Vergara, sacerdote del P.I.M.E. originario de la diócesis, y el catequista Isidoro Ngei Ko Lat, asesinado en Shadaw, Birmania, el 25 de mayo de 1950, fueron beatificados en la Catedral de Aversa.

## Estadísticas
Según el Anuario Pontificio 2023 la diócesis tenía a fines de 2022 un total de 538 950 fieles bautizados.
| Año                                                                             | Población            | Población | Población      | Sacerdotes | Sacerdotes    | Sacerdotes    | Bautizados por sacerdote | Diáconos permanentes | Religiosos | Religiosos | Parroquias |
| Año                                                                             | Bautizados católicos | Total     | % de católicos | Total      | Clero secular | Clero regular | Bautizados por sacerdote | Diáconos permanentes | Varones    | Mujeres    | Parroquias |
| ------------------------------------------------------------------------------- | -------------------- | --------- | -------------- | ---------- | ------------- | ------------- | ------------------------ | -------------------- | ---------- | ---------- | ---------- |
| 1950                                                                            | 195 000              | 195 000   | 100.0          | 297        | 250           | 47            | 656                      |                      | 46         | 46         | 66         |
| 1959                                                                            | 199 800              | 200 000   | 99.9           | 254        | 220           | 34            | 786                      |                      | 72         | 350        | 70         |
| 1966                                                                            | 339 650              | 340 000   | 99.9           | 292        | 228           | 64            | 1163                     |                      | 52         | 533        | 73         |
| 1980                                                                            | 381 800              | 382 400   | 99.8           | 229        | 200           | 29            | 1667                     |                      | 39         | 350        | 77         |
| 1990                                                                            | 446 000              | 450 000   | 99.1           | 212        | 192           | 20            | 2103                     | 4                    | 37         | 422        | 96         |
| 1999                                                                            | 494 300              | 544 300   | 90.8           | 236        | 205           | 31            | 2094                     | 14                   | 70         | 561        | 94         |
| 2000                                                                            | 502 000              | 551 833   | 91.0           | 243        | 212           | 31            | 2065                     | 14                   | 70         | 566        | 96         |
| 2001                                                                            | 520 900              | 560 900   | 92.9           | 241        | 210           | 31            | 2161                     | 19                   | 71         | 566        | 96         |
| 2002                                                                            | 520 900              | 560 900   | 92.9           | 253        | 222           | 31            | 2058                     | 19                   | 51         | 566        | 94         |
| 2003                                                                            | 535 892              | 552 482   | 97.0           | 230        | 200           | 30            | 2329                     | 18                   | 46         | 332        | 94         |
| 2004                                                                            | 523 794              | 552 512   | 94.8           | 220        | 199           | 21            | 2380                     | 18                   | 28         | 356        | 94         |
| 2006                                                                            | 545 060              | 560 626   | 97.2           | 213        | 190           | 23            | 2558                     | 18                   | 36         | 420        | 94         |
| 2012                                                                            | 553 492              | 578 966   | 95.6           | 220        | 196           | 24            | 2515                     | 33                   | 36         | 385        | 94         |
| 2015                                                                            | 543 260              | 567 566   | 95.7           | 213        | 184           | 29            | 2550                     | 38                   | 38         | 359        | 96         |
| 2018                                                                            | 538 290              | 560 650   | 96.0           | 209        | 185           | 24            | 2575                     | 52                   | 33         | 275        | 96         |
| 2020                                                                            | 538 200              | 560 580   | 96.0           | 210        | 189           | 21            | 2562                     | 52                   | 29         | 265        | 95         |
| 2022                                                                            | 538 950              | 560 650   | 96.1           | 215        | 194           | 21            | 2506                     | 51                   | 29         | 261        | 95         |
| Fuente: Catholic-Hierarchy, que a su vez toma los datos del Anuario Pontificio. |                      |           |                |            |               |               |                          |                      |            |            |            |

## Episcopologio
- Azzolino † (1053-?)
- Guitmondo I? † (1056-?)[nota 1]
- Gualtiero I? † (?-1063 falleció)
- Goffredo, O.S.B. † (antes de 1071-después de 1080)[nota 2]
- Guitmondo II? †[nota 3]
- Guitmondo III, O.S.B. † (marzo/julio de 1088 consagrado[9]-1094 falleció)
- Giovanni I † (1094[10]-después de 1101[11])
- Roberto I † (mencionado en 1113 circa)[12]
- Roberto II † (circa 1119[nota 4]-después de 1126[nota 5])
- Giovanni II † (1132-1140)[13]
- Giovanni III † (1141-1152)[13]
- Gualtiero II † (antes de 1158-después de 1175)[13]
- Falcone † (1180-1191 falleció)[13][nota 6]
- Lamberto † (mencionado como "obispo electo" en 1192)[13]
- Gentile † (antes de 1198-después de 1210)[13]
- Basuino[nota 7] † (antes de 1215-1221 falleció)[13]
- Matteo de Gariofalo † (antes de 1225-después de 1226)[13]
- Giovanni Lamberti † (antes de 1229-después de 1235)[13]
- Federico † (mencionado en 1254)[13]
- Simone Paltanieri † (17 de noviembre de 1254-1256 renunció)[nota 8]
- Giovanni V † (mencionado en 1259)[13]
- Fidenzo da Spoleto † (antes de 1261-después de 1274 falleció)[13]
- Adamo d'Amiens † (28 de diciembre de 1276-después julio de 1291)
- Landolfo Brancaccio † (antes de 1293-1297)
- Leonardo Patrasso † (17 de junio de 1297-20 de julio de 1299 nombrado arzobispo de Capua)
- Pietro Turrite † (3 de agosto de 1299-1309 falleció)
- Pietro di Beauvais † (15 de marzo de 1309-1324 falleció)
- Guglielmo, O.F.M. † (1 de junio de 1324-1326 falleció)
- Raimondo di Mausac, O.F.M. † (21 de febrero de 1326-1336 falleció)
- Bartolomeo I, O.S.B. † (17 de julio de 1336-1341 falleció)
- Giovanni di Bari † (17 de diciembre de 1341-1357 falleció)
- Angelo Ricasoli † (6 de marzo de 1357-19 de junio de 1370 nombrado obispo de Florencia)
- Poncello Orsini † (19 de junio de 1370-1378 renunció)
  - Bartolomeo II † (5 de noviembre de 1378-1380) (antiobispo)
- Nicola † (1378 o 1379-?)
  - Marino del Giudice † (13 de noviembre de 1381-diciembre de 1385 falleció) (administrador apostólico)
  - Erecco Brancaccio † (14 de abril de 1386-?) (administrador apostólico)
- Lorenzo de Nápoles, O.E.S.A. † (antes de septiembre de 1416-1417 nombrado obispo de Tricarico)[14]
  - Rinaldo Brancaccio † (1418-27 de marzo de 1427 falleció) (administrador apostólico)
- Pietro Caracciolo † (30 de septiembre de 1427-1430 falleció)
- Giacomo Carafa della Spina † (16 de mayo de 1430-1471 falleció)
- Pietro Brandi † (13 de mayo de 1471-1474 falleció)
- Giovanni Paolo Vassallo † (10 de marzo de 1474-1500 falleció)
  - Luigi d'Aragona † (10 de marzo de 1501-21 de mayo de 1515 renunció) (administrador apostólico)
- Silvio Pandone † (21 de mayo de 1515-8 de febrero de 1519 falleció)
- Antonio Scaglione † (8 de febrero de 1519[nota 9]-1524 renunció)
  - Ercole Gonzaga[nota 10] † (1524-1524 renunció) (administrador apostólico)
- Antonio Scaglione † (1 de julio de 1524-19 de diciembre de 1528 falleció) (por segunda vez)
  - Pompeo Colonna † (20 de abril de 1529-24 de septiembre de 1529) (administrador apostólico)
- Fabio Colonna † (24 de septiembre de 1529-1554 falleció)
- Balduino Balduini † (30 de marzo de 1554-3 de abril de 1582 falleció)[15]
- Giorgio Manzolo † (16 de mayo de 1582-3 de marzo de 1591 falleció)
- Pietro Orsini † (5 de abril de 1591-1598 falleció)
- Bernardino Morra † (9 de octubre de 1598-1605 falleció)
- Filippo Spinelli † (6 de junio de 1605-25 de mayo de 1616 falleció)
- Carlo I Carafa † (19 de julio de 1616-abril de 1644 falleció)
- Carlo II Carafa della Spina, C.R. † (13 de julio de 1644-6 de julio de 1665 renunció)
- Paolo Carafa, C.R. † (6 de julio de 1665-7 de mayo de 1686 falleció)
- Fortunato Ilario Carafa della Spina † (7 de julio de 1687-16 de enero de 1697 falleció)
- Innico Caracciolo † (25 de febrero de 1697-6 de septiembre de 1730 falleció)
- Giuseppe Firrao † (11 de diciembre de 1730-26 de septiembre de 1734 renunció)
- Ercole Michele d'Aragona † (27 de septiembre de 1734-julio de 1735 falleció)
- Filippo Niccolò Spinelli † (26 de septiembre de 1735-20 de enero de 1761 falleció)
- Giovanni Battista Caracciolo † (16 de febrero de 1761-6 de enero de 1765 falleció)
- Niccolò Borgia † (27 de marzo de 1765-6 de abril de 1779 falleció)
- Francesco Del Tufo, C.R. † (12 de julio de 1779-15 de junio de 1803 falleció)
- Gennaro Maria Guevara Suardo, O.S.B. † (29 de octubre de 1804-3 de agosto de 1814 falleció)
  - Sede vacante (1814-1818)
- Agostino Tommasi † (6 de abril de 1818-9 de noviembre de 1821 falleció)
- Francesco Saverio Durini, O.S.B.Cel. † (17 de noviembre de 1823-15 de enero de 1844 falleció)
- Sisto Riario Sforza † (24 de abril de 1845-24 de noviembre de 1845 nombrado arzobispo de Nápoles)
- Antonio Saverio De Luca † (24 de noviembre de 1845-19 de diciembre de 1853 nombrado nuncio apostólico en Baviera[nota 11])
- Domenico Zelo † (23 de marzo de 1855-11 de octubre de 1885 falleció)
- Carlo Caputo † (7 de junio de 1886-19 de abril de 1897 renunció[nota 12])
- Francesco Vento † (19 de abril de 1897-29 de septiembre de 1910 falleció)
- Settimio Caracciolo di Torchiarolo † (10 de abril de 1911-23 de noviembre de 1930 falleció)[nota 13]
- Carmine Cesarano, C.SS.R. † (16 de diciembre de 1931-22 de noviembre de 1935 falleció)
- Antonio Teutonico † (28 de julio de 1936-31 de marzo de 1966 retirado[nota 14])
- Antonio Cece † (31 de marzo de 1966 por sucesión-10 de junio de 1980 falleció)
- Giovanni Gazza, S.X. † (24 de noviembre de 1980-27 de marzo de 1993 renunció)
- Lorenzo Chiarinelli † (27 de marzo de 1993-30 de junio de 1997 nombrado obispo de Viterbo)
- Mario Milano (28 de febrero de 1998-15 de enero de 2011 renunció)
- Angelo Spinillo, desde el 15 de enero de 2011